# Airbender
Los maestros del aire son una invención del universo de Avatar: La leyenda de Aang, serie popular de Nickelodeon. Los maestros capaces de usar los elementos de su nación, ya sean los nómadas del aire (maestros del aire), la nación del fuego (maestros del fuego), el reino de tierra (maestros de la tierra) y las tribus del agua (maestros del agua).
El estilo de los maestros aire ha sido sacado del esotérico arte del baguazanhg, derivado del kung fu, que se caracteriza por que caminan en círculos quedando en el combate atrás del oponente. Aang, el más reciente Avatar (maestro de los cuatro elementos) es un maestro aire.

## Orígenes
Se dice que los Maestros Aire aprendieron a utilizar su elemento gracias a los Bisontes Voladores, una criatura sagrada en la cultura de los Nómadas del Aire. El Bisonte utiliza su enorme cola y patas para crear ráfagas de aire que le permiten volar sin aparato alguno. También se dice que los Maestros Aire adaptaron sus tatuajes de la cabeza de este Bisonte. Alguien que lleve los tatuajes característicos de los Bisontes Voladores es considerado un Maestro Aire.

## Estilo de lucha
La eoloquinesis está basada en el estilo de artes marciales Pa Kua Chang con unos pequeños toques de Xingyiquan, también conocidos como "boxeo de corazón mental". Estas artes marciales realizan rápidas maniobras evasivas que evocan la intangibilidad y la potencia explosiva del viento, dibujando la energía desde el centro del abdomen. Pa Kua Chang es conocido por su movimiento circular constante que hace difícil para sus oponentes atacar directamente. Las maniobras que emplean el cuerpo entero con movimientos melosos de enrollarse u desenrollarse utilizando movimientos dinámicos de pies, técnicas de mano abierta y lanzamientos. Pa Kua Chang es ligero, sus movimientos fluidos y el método de girar la energía de un oponente contra él, guarda cierto parecido con el Tai Chi Chuan, pero tiende a ser más espontáneo y dinámico en conjunto. Al contrario que otras disciplinas de contorsión, el Aire Control es el único de los cuatro estilos de control de los elementos que carece de técnicas letales, siendo un arte casi completamente defensivo.
Utilizando movimientos circulares evasivos, los Maestros Aire construyen una inercia masiva: esta construcción de energía se realiza con potencia masiva. También permite contrataque basados en el viento que golpea a sus oponentes desbalanceándlos, imitando el propio viento que se transforma, se fusiona o se dispersa cuando pasa cerca o siendo subdividido. Los ataques van desde simples ráfagas de viento a tornados y ciclones en miniatura. Una táctica de defensa común es rodear a los enemigos, cambiando repentinamente la dirección cuando se es atacado y desviándose si es necesario, lanzando hacia arriba ráfagas de aire como un escudo. Los maestros del aire realizan sus movimientos en la batalla y pueden correr rápidamente disminuyendo su resistencia al viento, saltando alto y lejos, haciendo conjuros de ráfagas de viento, amortiguando la caída creando cojines de aire e incluso esprintando a través o por encima de superficies verticales, generando una corriente de aire debajo de ellos. Los Maestros Aire pueden crear vórtices para atrapar y desorientar a sus oponentes, así como torbellinos de destrucción masiva. El Nivel Avatar de los Maestros Aire pueden crear tornados y huracanes masivos a su voluntad. Al contrario que otras naciones, quien solo utilizaban raras veces armas, los Airbenders comúnmente utilizan bastones firmados para aumentar sus poderes en la batalla. Los abanicos del Metal también suelen estar en combinación con el Airbending. 
La eoloquinesis es la más pasiva de las cuatro artes, ya que muchas de sus técnicas se centran en evadir y eludir al oponente y es la arte opuesta a la geoquinesis. Mientras que los Maestros Aire evitan o desvían los ataques entrantes, los maestros tierra los absorben o los aplastan con una fuerza superior.
Como todas las artes de control, la eoloquinesis es compensada, ya que no puede ser más o menos poderosa que las otras artes. La serie ha ilustrado repetidamente que la destreza y el valor de los luchadores es lo que determina la victoria.

## Símbolos elementales
El símbolo para el aire es una triple espiral que va en el sentido de las agujas del reloj. El símbolo se puede ver en el colgante en los rosarios del Monje Gyatso. Se parece a un tomoe.

## Técnicas

### El Planeador
Aang posee un pequeño ala delta que puede doblarse en un bastón más portable. Estos bastones-planeadores son cincelados a mano y fabricados artesanalmente por monjes maestros aire.
En forma de ala delta, Aang puede utilizarlo en conjunción con la eoloquinesis para planear e incluso volar tan lejos como se restrinja el maestro aire. Como un instrumento habitual, se puede utilizar como un arma en la batalla, para ayudar en el Bending e incluso para ayudar en la levitación cuando se gira alrededor de la cabeza, como la hélice de un helicóptero.

### La patineta de aire
La patineta de aire, una forma de transporte terrestre inventada por el propio Aang, es una "bola" de aire esférica que se puede conducir. En una retrospectiva del episodio, La Tormenta, Aang intenta enseñar este movimiento a sus amigos maestros aire. Todos ellos fallan, al principio, pero eventualmente adquieren la maestría en el arte y desarrollan un juego que necesita la patineta de aire. Aang dice que la gente se tiene que equilibrar en ella en la parte de arriba. Él ha utilizado la técnica en muchos episodios, normalmente para superar superficies verticales, como en El Taladro para superar el muro de Ba Sing Se. La patineta voladora también es capaz de levitar en el aire. La primera vez que apareció la patineta de aire fue en, "El Regreso del Avatar", cuando Aang lo utiliza para escapar del barco de Zuko. Fue la invención de esta técnica por parte de Aang lo que consecuentemente hizo que ganara sus tatuajes y el título de maestro a tan corta edad.

## Espiritualidad y el Aire control
Los jóvenes maestros aire son entrenados en uno de los cuatro Templos del Aire, en cada esquina del globo, ocultos tras cordilleras en islas remotas. Los Templos del Aire del Norte y del Sur son exclusivamente masculinos y lo regentan los monjes maestros aire que instruyen a los jóvenes aprendices en su arte. De acuerdo con los informes de Comic Con 2005, los Templos del Aire del Este y del Oeste son exclusivamente femeninos. Sin embargo en "La Tormenta", se decidió que Aang terminara su entrenamiento en el Templo del Aire del Este y fue al mismo templo, junto con varios niños, en el que por primera vez se habló de su animal de compañía, Appa.
Los Maestros Aire que tienen maestría en el elemento son marcados con tatuajes azules en la cabeza y las extremidades, terminando en una flecha en la frente, el torso de las manos y los empeines. Los monjes llevan la cabeza completamente afeitadas y las maestras aire se afeitan sus frentes, pero dejan la parte de atrás de la cabeza sin afeitar. Una maestra aire se puede ver en el episodio, "Es Estado Avatar", Libro Dos, Capítulo Uno. En "Los Días Perdidos de Appa", a través de una retrospectiva, una monja maestra aire, la Hermana Iio, se muestra que está a cargo de las maestras aire del Templo del Este.
Aunque este ritual no es exclusivo de la cultura de los Nómadas del Aire (como se puede apreciar en el episodio El Avatar y el Señor del Fuego), cuando la reencarnación del Avatar se da entre los Nómadas del Aire, los Monjes del Aire prueban a los niños aprendices para ver si son reencarnaciones del Avatar pidiéndoles que seleccionen juguetes entre miles. Si el niño elige los juguetes utilizados en encarnaciones previas, se ha encontrado el Avatar. Tradicionalmente, el conocimiento de su identidad como Avatar se mantiene en secreto hasta los 16 años (esta misma prueba se utiliza por los monjes budistas tibetanos cuando se espera una reencarnación del dalái lama).
Los Nómadas del Aire generalmente propugnan una filosofía de eludir conflictos y respetar todas las formas de vida (comparable al concepto Jainista/Budista/Hinduista de Ahimsa). Esto se toma en cuenta para la tensión de la eoloquinesis en las maniobras defensivas y su aparente falta de ataques fatales terminales.  Los Nómadas del Aire eran la población más reducida de las Cuatro Naciones, pero la que tenía más espiritualidad siendo prácticamente todos sus habitantes Maestros Aire, mientras que los maestros en general solo son un pequeño porcentaje de la población entre las naciones más populosas. Además la meditación era una parte vital de las rutinas diarias de un maestro aire, ya que le ayudaba a enfocar su energía y conocimiento en la potencia e interactuar con su elemento.

## El Último Maestro Aire
Un siglo antes del tiempo de la serie, los Maestros Aire fueron víctimas de un genocidio a manos de la Nación del Fuego. Los templos fueron invadidos y todos los monjes maestros aire fueron masacrados en un esfuerzo de romper el ciclo de reencarnación del Avatar y asegurar la victoria de la Nación del Fuego en su guerra imperialista.
Irónicamente, el único superviviente conocido de la masacre es la persona a la que la Nación del Fuego buscaba para matar en su búsqueda de la supremacía: el maestro aire de 12 años y Avatar, Aang, había huido de su casa poco antes de que la guerra se recrudeciera y llegó a estar atrapado en animación suspendida, congelado en un iceberg cerca del Polo Sur. Al ser despertado, empezó una cruzada para restaurar el equilibrio y la paz en las naciones en guerra.
Los últimos vestigios conocidos de la cultura de los Maestros Aire incluyen un Bisonte Volador superviviente (Appa) y un lémur alado (Momo), ambos son las mascotas de Aang. El abandonado Templo del Aire del Norte que había sido colonizado por los ciudadanos desplazados de El Reino Tierra, conducidos por El Mecánico. El Templo del Aire del este está habitado por Gurú Pathik, que alega ser un viejo amigo del Monje Gyatso.

## Maestros Aire Notables
- Aang
- Monje Gyatso
- Avatar Yangchen